# 1450
1450 (MCDL) var ett normalår som började en torsdag i den julianska kalendern.

## Händelser

### Januari
- Januari
  - Karl Knutsson (Bonde) börjar belägra Akershus fästning.
  - Stillestånd sluts mellan Hartvig Krummedik och Karl Knutsson i Oslo.

### Maj
- 13 maj – Fred sluts mellan Sverige och Danmark i Halmstad. Häri överlämnas Norge från Karl Knutsson till Kristian I och Kalmarunionen förnyas. Kristian blir alltså även norsk kung, medan den tidigare norske riksföreståndaren Sigurd Jonsson får titeln rikets föreståndare i konungens frånvaro och troligen behåller denna titel till sin död 1452.

### Juni
- 10 juni – Karl Knutsson ratificerar överenskommelsen.

### Juli
- 29 juli – Kristian I väljs och kröns till kung av Norge i Nidaros.

### Augusti
- 2 augusti – Ett dansk-norskt riksrådsmöte hålls i Bergen där ländernas förening beslutas genom en unionstraktat.
- 29 augusti – Kristian I kröns till norsk kung i Nidaros.

### Okänt datum
- Machu Picchu (Quechua: Machu Pikchu, "Gamla berget") en förcolumbiansk Inkaplats belägen 2 400 meter (7 875 fot) över havet antas vid denna tid vara under uppbyggnad.[1]
- Kung Karl måste inför södermanländsk allmoge dementera ryktet att han tänker beskatta deras skorstenar och idka utsugning.
- Sverige drabbas på nytt av pesten.
- Dayang Kalangitan blir regerande drottning över Tondo på Filippinerna.

## Födda
- Aldus Manutius, italiensk boktryckare.
- Eleonora av Neapel, italiensk regent.
- Fygen Lutzenkirchen, tysk industrialist.

## Avlidna
- 7 september – Katarina Karlsdotter (Gumsehuvud), svensk riksföreståndargemål 1438–1440 och drottning av Sverige och Norge sedan 1448, gift med Karl Knutsson (Bonde).
- Bengt Jönsson (Oxenstierna), svensk riksföreståndare 1448.
- Nils Jönsson (Oxenstierna), svensk riksföreståndare 1448.
- Katarina Karlsdotter (Gumsehuvud), svensk drottning.

### Fotnoter
1. ↑  ”Historic Sanctuary of Machu Picchu — UNESCO World Heritage Centre”. Unesco. 2006. http://whc.unesco.org/pg.cfm?cid=31&id_site=274. Läst 9 december 2006.